# 기욤 4세
기욤 4세(프랑스어: Guillaume IV, 1852년 4월 22일 ~ 1912년 2월 25일)는 1905년 11월 17일부터 1912년 그가 사망할 때까지 룩셈부르크 대공이었다. 그는 그의 아버지 아돌프의 뒤를 이었다. 그의 아버지와 같이 윌리엄은 헌법에 의해 문서상으로 상당한 권력을 부여받았음에도 불구하고 대부분 정치에 관여하지 않았다.
기욤은 나사우 대공가의 종교인 개신교 신자였다. 그는 로마 가톨릭 국가는 로마 가톨릭 군주를 가져야 한다고 믿으면서 포르투갈 인판타 마리아 아나와 결혼했다. 따라서 그의 상속자들은 가톨릭 신자가 되었다.
1905년 그의 삼촌인 니콜라우스 빌헬름 왕자가 사망했을 때, 나사우 빌헬름 가문의 유일한 다른 합법적인 남자는 조직적인 결혼의 산물인 윌리엄의 사촌인 메렌베르크 백작 게오르크 니콜라우스였다. 그래서 1907년 윌리엄은 메렌베르크 백작령을 비동형적이라고 선언했고, 그의 장녀 마리아델라이드 (1894–1924)를 대공위로 추정되는 상속녀로 명명했다. 그녀는 1912년 그녀의 아버지가 사망했을 때 룩셈부르크의 첫 번째 통치하는 여대공이 되었고, 1919년 그녀가 퇴위했을 때, 그녀의 여동생 샤를로트(1896–1985)이 뒤를 이었다. 샤를로트의 후손들은 현재까지 통치하고 있다.
지금까지 기욤은 룩셈부르크에서 대공위에서 죽은 마지막 군주이다.

## 자녀
- 마리아델라이드(1894~1924)
- 샤를로트(1896~1985)
- 일다(1897~1979)
- 안토니아(1899~1954)
- 엘리자베트(1901~1950)
- 소피(1902~1941)